# IK Sleipner

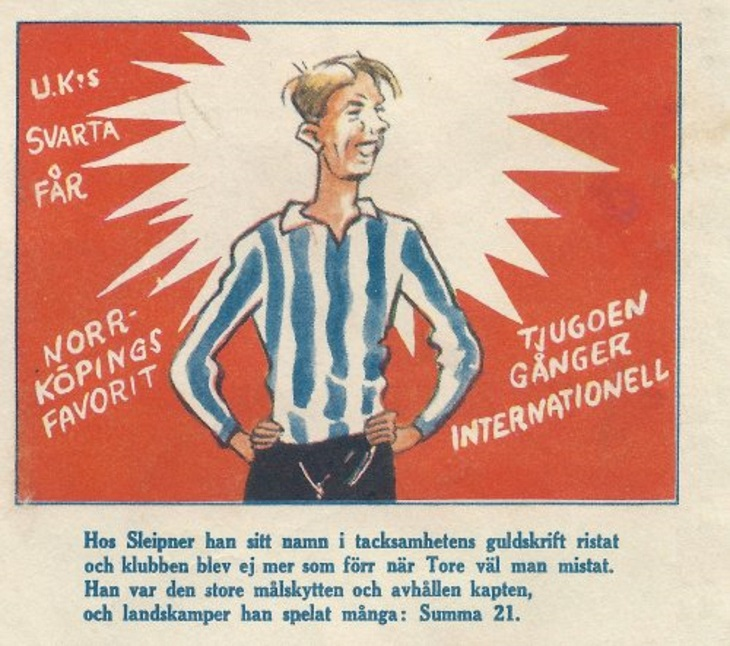
Sleipner-legendaren Tore Keller i det klassiska matchstället blåvitrandig tröja och svarta byxor, i Rekordmagasinet 1946.

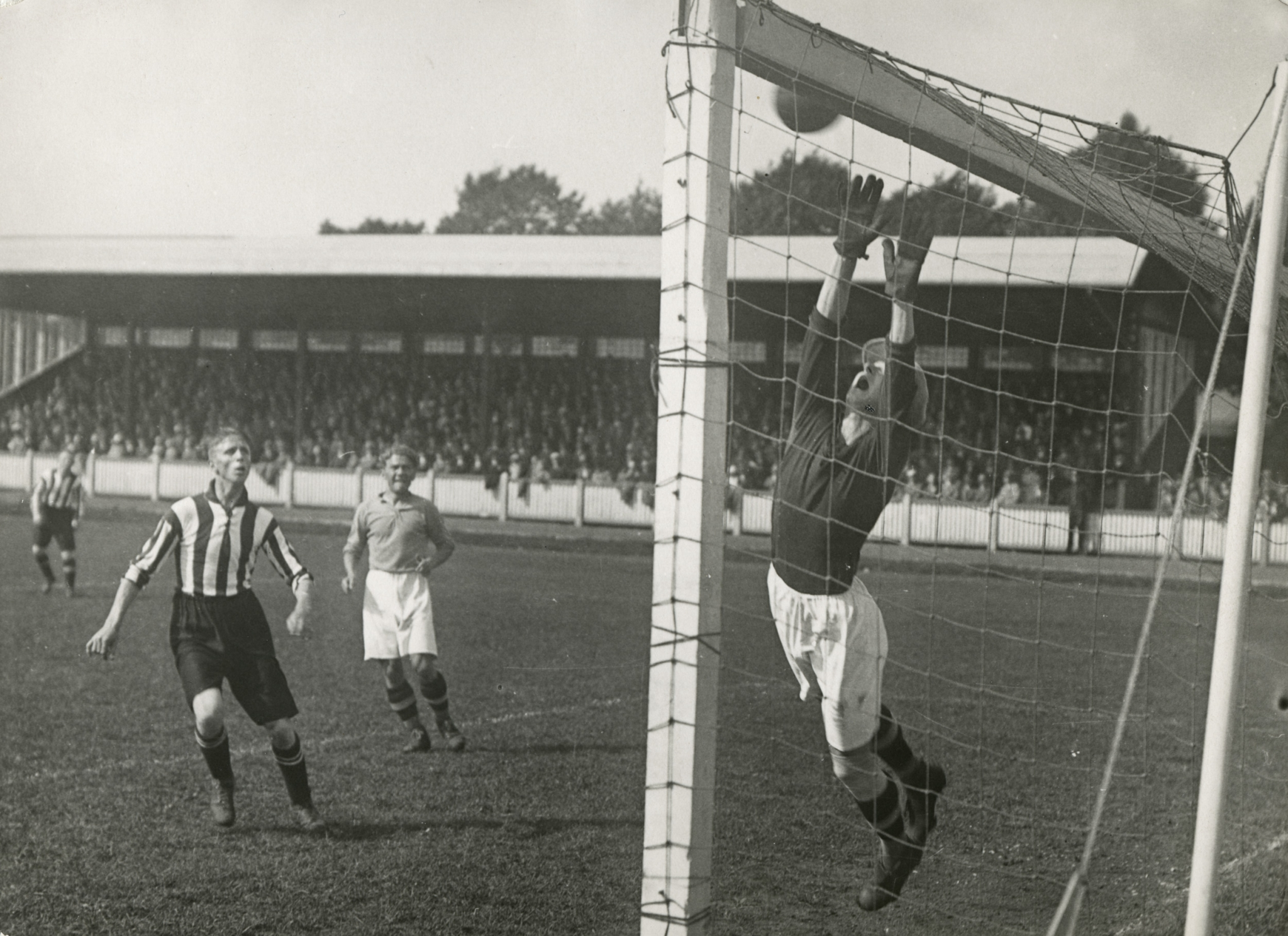
Sleipnerstjärnan Tore Keller i det klassiska Sleipner-matchstället blåvitrandiga tröjor och svarta byxor, mot IFK Malmö 26 augusti 1928, Allsvenskan. Di Gules målvakt Agne Boklund gör en räddning.

IK Sleipner (IKS) är en idrottsklubb i Norrköping, bildad 27 april 1903. Klubbnamnet kommer från Sleipner, som var Odens häst i nordisk mytologi. 
Klubbens främsta merit är att de vann fotbollsallsvenskan säsongen 1937/1938. 
Genom åren har föreningen även bedrivit verksamhet i många andra grenar som allmän idrott, bordtennis, bowling (Göte Andersson världsmästare 1954 i Helsingfors), boxning, bridge, brottning (med bland andra Ivar Johansson), cykel, dragkamp, handboll, ishockey (sedermera IK Vita Hästen), skridsko (hastighetsåkning och konståkning) samt tyngdlyftning (med 10 st SM-guld). I bandy gick föreningen till kvartsfinal i SM 1927, men förlorade med 0-9 mot IF Vesta, samt spelade i Sveriges högsta serie säsongerna 1933, 1936 och 1937.
Numera är IK Sleipner enbart en fotbollsklubb, med bowling som en fristående sektion.

## Grundandet
IK Sleipner bildades den 27 april 1903 av några springpojkar som inte kände sig välkomna i IFK Norrköping, vilken dominerades av läroverkspojkar. Klubben sågs som en "arbetarklubb" långt in i modern tid. Även om det fallit i glömska, i och med att Sleipner sjunkit i divisionerna, fanns det länge en bitter rivalitet med IFK Norrköping. Detta syntes bland annat då spelaren Nils Liedholm gick från Sleipner till IFK 1946.
Från början var även IFK Norrköpings smeknamn "Snoka" ett öknamn skapat av Sleipner fansen som numera IFK supportrar tagit till sig själva. Sleipner fansen tyckte att IFK Norrköping var som snokar, alltså att de såg farliga ut, men i själva verket var helt harmlösa.
Spelardräkten var ursprungligen blåvitrandig tröja och svarta byxor.

## Stora framgångar
Sleipner spelade sin första finalmatch om svenska mästerskapet 1920. För motståndet på Olympiastadion (Stockholms Stadion) svarade Djurgårdens IF. Stockholmarna vann matchen med 1-0 efter straffmål i 30:e minuten av Harry Sundberg. Året därpå, 1921, var det åter igen finalspel på Olympiastadion. Denna gång föll Sleipner mot IFK Eskilstuna med 1-2, detta trots att Bertil Kollberg givit Sleipner ledningen med 1-0 i andra halvlek. Eskilstunas mål gjordes i slutminuterna av Gösta Pettersson och Henning Olsson.
Sleipner var med redan i den första upplagan av allsvenskan 1924/25. Allsvenskans första mål någonsin gjordes av IK Sleipners Evert Blomgren den 3 augusti 1924 när han nickade in en hörna mot IFK Eskilstuna på Tunavallen i 16:e minuten, en match som startade 30 minuter före alla andra matcher i serien. 
IK Sleipner spelade i allsvenskan 1924/25-1932/33 och 1934/35-1940/41. Säsongen 1937/38 vann Sleipner serien och kunde titulera sig svenska mästare i fotboll, detta efter att ha distanserat trion Landskrona BoIS, Helsingborgs IF och IF Elfsborg med 4 poäng. Kuriosa i sammanhanget är att Sleipner hemma besegrade silvermedaljörerna Landskrona med 6-0. 
Guldlaget bestod av Allan Johansson (mv), Roland Hjelm (hb), Kalle Johansson (vb), Sven Unger (hh), Arne Linderholm (ch), Bernt Öhrström (vh), Hilding Sköld (hy), Curt Hjelm (hi), Harry Andersson (cf), Tore Keller (vi) och Gustav Wetterström (vy).
Vidare gav säsongerna i Allsvenskan ett stort silver (2:a 1936/37, 9 poäng efter segrande AIK), ett litet silver (3:a 1929/30, 2 poäng efter segrande Helsingborgs IF) och ett brons (4:a 1928/29, 10 poäng efter segrande Helsingborgs IF).
I den svenska landslagstruppen till världsmästerskapet i fotboll i Frankrike 1938 fanns fyra Sleipnerspelare med: Arne Linderholm, Tore Keller, Harry Andersson och Gustav Wetterström. Det hade troligtvis varit fem om inte Sven Unger brutit benet i sista allsvenska matchen mot AIK. I kvartsfinalen mot Kuba, som vanns med 8-0, gjordes sju av dessa åtta mål av Sleipner-spelare. Harry Andersson (3 mål), Gustav Wetterström (3 mål) och Tore Keller (1 mål). Gustav Wetterström och Harry Andersson som gjorde var sitt hat trick, är med det de enda svenskar som gjort hattrick i en VM-slutspelsmatch. Dessutom gjordes mål nummer 200 i VM:s historia av Harry Andersson. Tore Keller representerade även Sverige i VM i Italien 1934 och i OS i Paris 1924. Det är ett rekord som står sig än idag.
IK Sleipner spelade final i den allra första upplagan av Svenska Cupen i fotboll. Finalen spelades den 26 oktober 1941 på Råsundas fotbollsstadion i Solna. Motståndare i finalen var Hälsingborgs IF, som också gick segrande ur matchen med 3-1 inför 10 763 åskådare på samma stadion.

## Framstående spelare
Tore Keller är kanske lagets mest framstående stjärna genom tiderna. Hans namn är nästan en synonym med Sleipners storhetstid och avgudad på hemmaplan. Tore Keller är den mest meriterade spelaren i klubbens historia med 305 allsvenska matcher där han gjorde 150 mål. På meritlistan finns dessutom 25 landskamper (16 mål) mellan 1924 och 1938 med deltagande i OS i Paris 1924 där Sverige tog brons. 2021 blev han invald i svensk fotbolls hall of fame. 
I allsvenskans första upplaga 1924/25 spelade IFK Eskilstuna mot IK Sleipner under premiären söndagen den 3 augusti 1924. Evert Blomgren i IK Sleipner blev historisk som allsvenskans första målskytt någonsin då han kastade sig raklång fram vid bortre stolpen sedan hemmamålvakten missbedömt hörnan och lämnade målet öppet. Fyra minuter senare spädde Tore Keller på med 0-2 och blev således allsvenskans andre målskytt någonsin.
Nils Liedholm kom till IK Sleipner från Waldemarsviks IF 1943 och spelade i klubben fram till 1946 då han lämnade för ärkerivalen IFK Norrköping. Där rönte han stora framgångar innan hans flytt 1949 till AC Milan i Italien. Liedholm spelade faktiskt fler matcher för IK Sleipner än för IFK Norrköping.
Sleipner har också två Allsvenska skytteligavinnare, Harry Andersson 1936 med 23 mål och Curt Hjelm 1938 med 13 mål.
I modern tid kan svenske landslagsmittfältaren Kristoffer Olsson nämnas som en spelare som har IK Sleipner som moderklubb.

## Modern tid
IK Sleipner hade sin storhetsperiod under 1920- och 1930-talen. Endast en gång under dessa år placerade sig ärkerivalen IFK Norrköping före i tabellen. I mitten av 1940-talet blev dock klubben omseglade av IFK Norrköping, och har sedan dess legat i andra- tredje- eller fjärdeligorna. Senast man spelade i andraligan var 1994.
Under 1967 sammanslogs ishockeysektionen med IFK Norrköping (ishockey) vilket resulterade i IK Vita Hästen, med hänvisning till IFK Norrköpings vita färg och bakgrunden till namnet Sleipner.
Säsongen 2008 vann IK Sleipner Division 2 östra Götaland under tränaren Tor-Arne Fredheim.
Säsongen 2009 var IK Sleipner oerhört nära att gå upp i Superettan. En poäng saknades för att vinna Div 1 södra, nu slutade man istället trea efter Östers IF och Skövde AIK.
Sleipners ekonomi blev under spelet i div. 1 allt mer problematisk, och under hösten 2012 hade man över 1,5 miljoner kronor i skulder till Norrköpings kommun.
2012 ramlade IK Sleipner ur division 1 på sämre målskillnad än IF Limhamn Bunkeflo. Sejouren i division 2 varade till 2015 då man vann division 2 Södra Svealand och åter spelade i division 1 2016. Sejouren blev dock bara ettårig. 2018 blev det återigen nedflyttning efter att ha misslyckats att kvala sig kvar i division 2 Södra Svealand. 
Mellan 2019 och 2021 spelade IK Sleipner i division 3 Nordöstra Götaland. Där vann IKS Östgöta Cupen 2020 efter ett straffdrama mot Mjölby AI. Matchen IK Sleipner-Mjölby AI FF slutade 9-8 efter straffar. 
2021 avancerade IK Sleipner till division 2 Södra Svealand efter att ha dominerat division 3 Nordöstra Götaland i kamp mot Eneby BK (som slutade tvåa).
2023 spelade IK Sleipner för en uppflyttning till division 1, då laget slutade på kvalplats. Enskede IK vann dock kvalet.

## Skrattis fotbollslekskola
Historiskt har välgörenhet varit viktigt för IK Sleipner. Man spelade ofta välgörenhetsmatcher för de arbetslösas förening under tidigt 1900-tal exempelvis. Men det mest framstående exemplet är fotbollsskolan "Skrattis".
Namnet på IK Sleipners fotbollslekskola fick sitt namn i minne av Sleipners ledare Lars-Åke ”Skrattis” Pettersson, efter hans bortgång 2009. ”Skrattis” var en populär ledare för barn och ungdomar i Norrköping,
Allt startade på fotbollsplanerna på Ektorps IP, Norrköping 1981, när fotbollsskolans koncept att leka fotboll implementerades för första gången med Lars-Åke ”Skrattis” Pettersson, som ledare. I konceptet, förutom att leka fotboll inkluderades det även att deltagarna fick måltider i form av smörgåsar, bullar och en speciell saft – en saft med ett hemligt recept: tigersaft.
IK Sleipner arrangerar fotbollslekskolan Skrattis årligen för tjejer och killar i åldrarna 4–11 år. Barn från utsatta områden och utan ekonomiska möjligheter kan delta eftersom det är kostnadsfritt.

## Spelare

### Spelartrupp
| Nr | Land    | Pos | Namn                          |
| -- | ------- | --- | ----------------------------- |
| 1  | Sverige | MV  | Edvard Setterberg             |
| 2  | Sverige | MF  | Ezequiel Lucas                |
| 3  | Sverige | F   | Alexander Contreras Dinamarca |
| 4  | Sverige | F   | Gustav Gunnarsson             |
| 5  | Sverige | F   | Vetle Larsén                  |
| 6  | Sverige | F   | Gabriel Lahdo                 |
| 7  | Sverige | A   | Casper Frisk                  |
| 8  | Sverige | MF  | Anton Ståhl                   |
| 9  | Sverige | A   | Albert Johansson              |
| 10 | Sverige | A   | Buster Blosse                 |
| 11 | Sverige | A   | Jonatan Gren                  |

| Nr | Land    | Pos | Namn                 |
| -- | ------- | --- | -------------------- |
| 12 | Sverige | MF  | Max Larsén           |
| 16 | Sverige | F   | Hadar Sundberg       |
| 17 | Sverige | MF  | Nils Akai Rosell     |
| 15 | Sverige | MF  | Henrik Gerle         |
| 21 | Sverige | A   | Adnan Kojic          |
| 22 | Sverige | MF  | Goran Hadziahmetovic |
| 23 | Sverige | F   | Maic Sema            |
| 30 | Sverige | MV  | Emil Lindell         |
| 34 | Sverige | MF  | Arbér Abazi          |
| 19 | Sverige | F   | Per Olofsson         |

## Övrigt
Hemmaplan sedan 1903 är Platinumcars Arena, tidigare kallad Norrköpings Idrottspark. Klubbens smeknamn är "Randigt" och mottot är Randigt är roligt, en hänvisning till den blå-vit-randiga tröjan.

### Fotnoter
1. ↑  ”Sportboken - FOTBOLLBOKEN”. www.sportboken.com. http://www.sportboken.com/kategori.asp?id=1077. Läst 20 januari 2020.
2. ↑  Ringström, Lars (17 februari 2022). ”Gula legendarer, del 6: Agne Boklund”. https://www.ifkmalmo.se/2022/02/17/gula-legendarer-del-6-agne-boklund/. Läst 15 oktober 2022.
3. ↑  Martin Alsiö (30 juli 2004). ”De allsvenska klubbarnas födelsedagar”. Bolletinen. http://www.bolletinen.se/sfs/allsvenskan/grundades.pdf. Läst 10 oktober 2011.
4. ↑  ”Sportboken - FOTBOLLBOKEN”. www.sportboken.com. http://www.sportboken.com/kategori.asp?id=1077. Läst 5 juni 2019.
5. ↑  Andersson, Christer (7 september 2012). ”Tuff tid väntar Sleipner”. Norrköpings Tidningar. Arkiverad från originalet den 13 oktober 2020. https://web.archive.org/web/20201013130122/https://nt.se/sport/tuff-framtid-vantar-sleipner-7922389.aspx. Läst 1 juni 2013.
6. ↑  ”Tabell och resultat - Svensk fotboll”. www.svenskfotboll.se. 21 oktober 2023. Arkiverad från originalet den 15 januari 2024. https://web.archive.org/web/20240115211004/https://www.svenskfotboll.se/serier-cuper/tabell-och-resultat/div-2-sodra-svealand-herr-2023/101627/. Läst 15 januari 2024.
7. ↑  ”Tabell och resultat - Svensk fotboll”. www.svenskfotboll.se. 11 november 2023. Arkiverad från originalet den 7 november 2023. https://web.archive.org/web/20231107052449/https://www.svenskfotboll.se/serier-cuper/tabell-och-resultat/kval-till-ettan-omg.-1-grupp-1/112695/. Läst 15 januari 2024.
8. ↑  ”Truppen”. IK Sleipner. https://www.svenskalag.se/iks-herr/truppen. Läst 29 april 2022.